# Axonopus oiapocensis
Axonopus oiapocensis är en gräsart som beskrevs av George Alexander Black. Axonopus oiapocensis ingår i släktet Axonopus och familjen gräs. Inga underarter finns listade i Catalogue of Life.